# 诸葛文彪
诸葛文彪（？—？），琅邪郡阳都县（今山东省临沂市沂南县）人，诸葛恢的长女。
诸葛文彪嫁给了太尉庾亮的儿子庾会，庾会被苏峻杀害后，诸葛文彪发誓守寡不再改嫁，她个性非常的方正刚强，因此没有媒人上门。诸葛恢后来答应了江虨的求婚，他先写信给庾亮告知此事，庾亮答复说：“令爱还年轻，本来就该改嫁。”诸葛恢于是就把家搬到江家附近，先欺骗诸葛文彪说：“我们家适合搬到这里。”突然，诸葛家的家人一起离开，只留下诸葛文彪在后面，诸葛文彪察觉后，已经不能出去了。江虨来之前，诸葛文彪哭骂的越来越厉害，过了好多天才平息下来。江虨夜间进来入睡，总睡在诸葛文彪对面的床上。后来江虨见到诸葛文彪情绪逐渐平静，就假装做恶梦，长时间的不醒，声音和气息也越来越急促。诸葛文彪把婢女叫来说：“去把江郎叫醒！”江虨于是跳起来凑到诸葛文彪身边说：“我原来是天下间的普通男子，说梦话与你有什么关系，何必把我叫醒呢？既然你关心我，就不能不和我说话。”诸葛文彪感到惭愧，默然无语，从此两人的感情越来越好。

## 兄弟姐妹
- 诸葛甝
- 诸葛虪
- 诸葛衡
- 诸葛文熊